# 60º Reggimento fanteria "Calabria"
Il 60º Reggimento fanteria "Calabria" è stata un'unità dell'Esercito italiano dal 1861 al 2005. Era inquadrato nella Brigata Calabria e successivamente nella Brigata meccanizzata "Aosta". Dal 1991 diviene 60º Reggimento fanteria "Col di Lana".

## Storia

### Le origini
Il Reggimento si costituisce, su 3 Battaglioni, con 3 Battaglioni completi tratti ognuno dall'11º, 12º e 17º Reggimenti fanteria, a Modena il 16 aprile 1861, in conseguenza del Regio Decreto del 24 gennaio 1861, che, creando anche il 59º Reggimento fanteria, li riunisce nella neonata Brigata Calabria.
Nel periodo che va dal 1861 al 1871 ebbe poi sede a Parma, Capua, Napoli, Palermo, Trapani, Torino.
Il battesimo del fuoco lo ebbe nel 1866 in Veneto nella terza guerra d'indipendenza facendo parte della 19ª Divisione del 2º Corpo d'Armata.
Torino è la prima sede stabile del 60º, che vi permarrà per 6 anni, avendo nella Caserma "Cernaia" la sede principale e Bardonecchia quale distaccata per il I Battaglione.
Partecipa alla Guerra italo-abissina concorrendo alla formazione di 3 Battaglioni di fanteria d'Africa del Corpo di Operazioni.
Il 18 settembre 1907, il 60º è trasferito a Viterbo, dove prende possesso della Caserma alla "Rocca" e della Caserma "Bazzichelli".
Nel 1911 partecipa alle "Grandi manovre" tenutesi a Ronciglione.

### La guerra italo-turca
Il 21 marzo 1912, dopo aver sfilato per le vie della città, il Reggimento parte per la Libia, sbarcando a Macabez.
In virtù della Legge nº 698 del 27 giugno 1912 fu costituito il suo IV Battaglione.
Rimarrà in Libia, in zona di operazioni, fino all'8 gennaio 1913, quando rientrerà a Viterbo lasciando in Libia il solo I Battaglione.
Per i combattimenti sostenuti, otterrà una Medaglia di Bronzo al Valor Militare.

### La prima guerra mondiale
Nel 1915-1918 partecipa alla prima guerra mondiale, dove prese parte ai sanguinosissimi combattimenti sul Col di Lana.
Nel gennaio 1917 con elementi del suo Deposito costituirà il 240º Reggimento fanteria, che con il 239º creato dal Deposito del 59º formerà la Brigata Pesaro.
Rientrato a Viterbo alla fine della guerra, in virtù della Legge nº 396 dell'11 marzo 1926, verrà sciolto il 30 novembre 1926, cedendo un Battaglione al 41º ed un altro al 42º Reggimento fanteria.
Per i combattimenti sostenuti, otterrà una Medaglia d'argento al valor militare.

### Il periodo tra le due guerre
Il 1º maggio 1935 il Reggimento si ricostituisce ad Iglesias con la denominazione di 60º Reggimento fanteria "Calabria" con elementi tratti dai 45º, 46º e 59º Reggimenti fanteria alle dirette dipendenze del Comando Militare di Cagliari e nel giugno successivo passando alla XXX Brigata di fanteria si imbarca a Cagliari per partecipare alla Guerra d'Etiopia, inquadrato nella 30ª Divisione fanteria "Sabauda".

### La seconda guerra mondiale
Alla fine della Guerra d'Etiopia rientra in Sardegna dove rimane, in varie sedi, per tutta la seconda guerra mondiale inquadrato nella 31ª Divisione fanteria "Calabria" prima a Iglesias e poi a Sassari. Permane in Sardegna dove restò con compiti di difesa costiera, anche dopo l'armistizio dell'8 settembre 1943, in organico alla Divisione per la Sicurezza Interna "Calabria" dell'Esercito cobelligerante italiano.

### Dopoguerra

Fregio dell'Arma di Fanteria dell'Esercito Italiano (usato per la Fanteria di Linea)

Col Decreto del 16 marzo 1956 (aggiornato in base a quanto disposto dallo Stato Maggiore dell'Esercito con Circolare nº 121 del 9 febbraio 1987 - Giornale Ufficiale del 14 febbraio 1987) gli viene concesso il nuovo stemma repubblicano.
Ricostituito nel 1958 come 60º Reggimento, fu inviato di stanza a Trapani, nella caserma Luigi Giannettino, come XI Centro addestramento reclute (CAR). Dal 1º gennaio 1975 divenne Battaglione Fanteria "Calabria" e dal 15 novembre 1975 fu imposta la denominazione di 60º Battaglione fanteria "Col di Lana", sempre come CAR, che ne eredita bandiera di guerra, araldica e mostreggiatura. Dal 1991 diviene 60º Reggimento fanteria "Col di Lana", e nel 1992 torna battaglione.
Restò a Trapani fino al 2005, quando fu costituito il 12º Reggimento bersaglieri (poi 6º) e il Col di Lana sciolto.

## Genealogia
- 60º Reggimento fanteria (Brigata "Calabria") (Modena, Parma, Capua, Napoli, Palermo, Trapani, Torino, 1861-1871)
- 60º Reggimento fanteria "Calabria" (Torino, Civitavecchia, Mantova, Chieti, Livorno, 1871-1881)
- 60º Reggimento fanteria (Brigata "Calabria") (Livorno, Ivrea, Novara, Reggio Calabria, Spoleto, Udine, Torino, Viterbo, 1881-1926)
- 60º Reggimento fanteria "Calabria" (Iglesias, Sassari, 1935-1944) (Motto: Forte come la morte)
- 60º Reggimento Sicurezza Interna "Calabria" (Sassari, 1944-1946)
- 60º Reggimento fanteria "Calabria" (Iglesias, Sassari, 1946-1958)
- 60º Reggimento fanteria "Calabria" (CAR) (Trapani, 1958-1974)
- Battaglione Fanteria "Calabria" (Trapani, 1975)
- 60º Battaglione fanteria "Col di Lana" (Trapani, 1975-1991)
- 60º Reggimento fanteria "Col di Lana" (Trapani, 1991-1992)
- 60º Battaglione fanteria "Col di Lana" (Trapani, 1992-2005) (Motto: Con la fede oltre la gloria)

## Simboli

### Stemma
Scudo:  Inquartato: nel primo l'inquartato alla croce d'azzurro sull'inquartatura (Modena): il 1º di rosso alla croce d'oro accantonata da quattro B affrontate due a due del secondo (Casale), il 2º e 3º d'oro, il 4º d'azzurro all'aquila spiegata di nero, coronata dello stesso, sollevante una lepre al naturale posta in fascia, al capo di rosso alla croce d'argento (Acqui); Nel secondo inquartato in croce di S. Andrea: il 1º e 3º d'oro ai pali di Aragona di rosso, il 2º e 4º d'argento alla croce potenziata di nero (Calabria). Nel terzo, d'azzurro al monte al naturale (Monte Tomba) cimato di una stella d'argento. Nel quarto, partito: il 1º d'argento alla croce di rosso accantonata dalle lettere S.P.Q.R. (Reggio Emilia), il 2º d'argento al filetto d'azzurro posto in banda ed al leone di rosso tenente nella branca destra una croce del Calvario d'oro caricata del Cristo in argento, posto sul tutto (Abissinia).
Corona turrita.
Ornamenti esteriori:
lista bifida: d'oro, svolazzante, collocata sotto la punta dello scudo, incurvata con la concavità rivolta verso l'alto, riportante il motto: "CON FEDE OLTRE LA GLORIA"
onorificenza: accollata alla punta dello scudo con l'insegna pendente al centro del nastro con i colori della stessa.
nastri rappresentativi delle ricompense al Valore: annodati nella parte centrale non visibile della corona turrita, scendenti svolazzanti in sbarra ed in banda dal punto predetto, passando dietro la parte superiore dello scudo

### Insegne
- Il Reggimento indossa il fregio della Fanteria (composto da due fucili incrociati sormontati da una bomba con una fiamma dritta). Al centro nel tondino è riportato il numero "60".
- Le mostrine del reggimento sono rettangolari di colore rosso con banda centrale verde. Alla base della mostrina si trova la stella argentata a 5 punte bordata di nero, simbolo delle forze armate italiane.